# Pot Jeprškega učitelja
Pot Jeprškega učitelja je pešpot, ki združuje učenje, osebno rast in rekreacijo in jo najdemo na desnem bregu reke Save, natančneje med Drulovko in Bregom ob Savi, občina Kranj. Traja dobre pol ure zmerne hoje. Zajema naravne in kulturne znamenitosti naselij in krajev. Poimenovana je po noveli Simona Jenka Jeprški učitelj, a večje povezave z literarnim delom nima. Posvečena je tudi Marji Boršnik, slovenski literarni zgodovinarki, ki je tu živela. Pot so odprli sredi maja 2015. 

## Opis poti
Pešpot je opremljena z informativnimi in usmerjevalnimi tablami na atraktivnih točkah  kanjona Zarica. Table in kažipoti so oblikovno usklajeni z drugimi projekti in potmi v kranjski občini.
Začne se na parkirišču na Drulovki, po Špikovi ulici, po makadamski poti skozi gozd do naravnega pomola Špik. Tu je arheološko najdišče Drulovka iz neolitika. V bližini je bil dom Marje Boršnik. Na informacijski tabli si lahko preberemo o zgodovinskem nastanku kanjona reke Save. Ob robu kanjona pripelje pot do gozdne jase z lesenimi klopmi iz konglomerata, ki spominjajo na mlinske kamne. Posebnosti te poti so knjigobežnice. Gre za nekakšno knjižnico v naravi – v vitrini se nahajajo klasična leposlovna dela, ki jih popotnik lahko prebere v naravnem okolju. Sledi informativna tabla o alpskih cvetlicah, ki uspevajo na tem območju. Še ena informacijska tabla opisuje ptice tega območja. Zaradi nestrinjanja nekaterih lastnikov privatnih zemljišč se je trebna vrniti na Triglavsko ulico, nato po Kališki ulici, kjer se v bližini trgovine pot priključi glavni prometnici do Brega na Savi. Končna točka Poti Jeprškega učitelja je cerkev Matere Božje iz leta 1163, prvotno imenovana Marija v leševju, ki je danes romarska pot.

## Zamisel in vodja projekta
Zamisel za pot je dala vnukinja Marje Boršnik  Eva Premk Bogataj, v sodelovanju s krajevno skupnostjo Orehek-Drulovka. Izvedbo je prevzel Maj Juvanec iz podjetja Delavnica, d. o. o. Sodelovali so še arheologinja Matejo Ravnik, botanik Vlado Ravnik, Zavod RS za varstvo narave, Gorenjski muzej, Društvo za opazovanje in proučevanje ptic Slovenije in Zavodo za varstvo kulturne dediščine Slovenije. Projekt je sofinancirala Evropska unija (Evropski sklad za razvoj podeželja), in sicer v vrednosti skoraj 12 tisoč evrov, kar je nekoliko manj od polovice celotne vrednosti projekta.